# Dicranomyia boliviana
Dicranomyia boliviana är en tvåvingeart som först beskrevs av Alexander 1930.  Dicranomyia boliviana ingår i släktet Dicranomyia och familjen småharkrankar. Inga underarter finns listade i Catalogue of Life.